# アグリ・ヴァンティアン
アグリ・ヴァンティアン株式会社は、東京都中央区に本社を置く農業総合コンサルタント会社である。

## 事業内容
独自の栽培技術「アヴェニール農法」により以下の3事業を推進している
- オリジナルブランド無農薬野菜生産の全国展開
  - 大型直営農業工場の経営
  - 無農薬栽培による高級野菜・高級果実（夏秋イチゴ等）の生産
  - 農業コンサルタント
  - 新規就農者の支援・教育
  - 土耕・養液水耕栽培施設の設計・施工
  - 種苗・肥料の継続供給
  - フランチャイズ組織の構築
- 高付加価値商品の流通
  - 無農薬栽培による高級野菜・高級果実（夏秋イチゴ等）の販売・流通
  - 大手レストランチェーン・デパートへの直接販売
  - 農産物および農産物加工品のコンサルタント
- 海外への事業展開
  - 土耕・養液水耕栽培施設技術のライセンス供与
  - 海外現地法人の設立
  - 各種農業コンサルタント

## 特許
- パワーヒートパイプによる超促成発芽システム・超促成栽培システム
  - 日本・台湾 - 特許取得済
  - 韓国・中国 - 特許出願中

## 拠点
- 本社・本店 - 東京都中央区築地4-6-3-802
- 直営農場
  - R&Dセンター - 千葉県香取市
  - ハウス農園 - 長野県軽井沢

## 会社沿革
- 1997年（平成9年）3月 - 永田農法で著名な永田照喜治と株式会社ゼロエミッションを設立し、永田農法の全国展開を目指す。
- 2005年（平成17年）
  - 3月 - 株式会社カフェ・アグリ・ファームに社名変更。
  - 8月 - 大手居酒屋チェーンに小松菜の試験販売を開始。
  - 9月 - 千葉県香取市にR&Dセンターをオープン。公的機関との共同研究所として本格的に始動。
  - 12月 - 資本金を1億5千万円に増資。
- 2006年（平成18年）1月 - R&Dセンターにイチゴの周年栽培研究棟を建設。
- 2007年（平成19年）
  - 1月 - アグリ・ヴァンティアン株式会社に社名変更。
  - 3月 - 中国・北京市にて合弁会社「北京21世紀農業有限公司」を設立。
  - 6月 - 長野県北佐久郡軽井沢町に「ハウス農園」第1期建設を開始。同社の未公開株が出回り、大勢の購入被害者を出す。のちに販売業者が摘発され、多くの逮捕者を出す。
  - 8月 -「ハウス農園-軽井沢」第1期落成。イチゴ栽培風景をweb配信、夏イチゴ生産開始。
- 2009年（平成21年）
  - 4月 - 頂新グループ味全食品(股)有限公司(台湾)子会社である中国青年商店(股)有限公司と技術提携契約、台湾イチゴプロジェクト始動。
  - 8月 - 台湾・嘉義大学校内にイチゴ栽培ハウス完成、定植。
  - 11月 - 台湾イチゴハウスイチゴ生産開始。
- 2010年（平成22年）8月24日 - 明治大学農学部生田校舎内植物工場でアベニール農法導入決定。
- 2011年（平成23年）
  - 1月5日 - 中国江蘇省大豊市における発芽システム工事開始。
  - 6月13日 - トルコのダーダネイル社とグリーンハウス・第1期3,000平方メートルの契約成立。
  - 10月26日 - 中国・上海市に合弁会社を設立し、パイロットプラントを平成24年3月目処にオープンすることで、香港上場企業の長傑集団有限公司と基本合意。
- 2016年（平成28年）3月25日 - 未公開株の詐欺商法で訴えられ、会社側の損害賠償責任を命じる判決が下る[1][2]。

## 社名の由来
現社名のアグリ・ヴァンティアンとは、アグリ＝「agriculture」（英語で農業）とヴァンティアン＝「vingt et un」（仏語で21）の造語である。これは、農業を21世紀の産業にしていきたいという理念や21世紀型の農業を創造していくという姿勢を表している。

## 代表者
代表取締役社長の福島徳彦は、1945年生まれ。当社サイトの役員紹介ページによると、1986年に渡仏し、250年続いたブドウ畑を買収し、フランスで日本人初のワイナリーオーナーとなり、旧知の永田照喜治（永田農法の考案者）とともに欧州各地で農業ビジネスを視察後、当社設立、公的機関との連携によりアグリヴァンティアン独自の「アヴェニール農法」を開発した、とされる。
2019年2月には、栽培棚レンタルオーナービジネスを展開する合同会社「軽井沢四季彩ファーム」（東京都中央区築地4-6-3-802、代表取締役田中京）の代表社員として、イチゴの売上額を過大に偽って栽培棚のオーナーになるよう顧客を勧誘したとして、特定商取引法違反（不実告知）の罪で略式起訴された。